# Lierse SK (vrouwen)
Lierse SK was een Belgische voetbalclub uit Lier, die ook met een aantal damesploegen in competitie trad. De damesploegen ontstonden als damesafdeling van Vlimmeren Sport, maar waren later onderdeel van voetbalclub Lierse SK, die bij de KBVB was aangesloten met stamnummer 30. De club had geel en zwart als kleuren, maar werd opgeheven in 2016.
Net als bij de mannen, werd in 2018 een nieuwe Lierse club gevormd, door een samenwerking met Oosterzonen Oosterwijk (stamnummer 3970), die later hernoemd werd als Lierse Kempenzonen. 

## Geschiedenis
Eind jaren 90 speelden twee clubs uit Beerse in het nationale damesvoetbal, Dames Beerse (later KFC Lentezon Beerse) en FC Teamsport Beerse. Teamsport werd in 1986 lid van de KBVB, en speelde in 1996/97 en 1997/98 in de Tweede Klasse, maar zakte dan. De damesclub stapte naar Vlimmeren Sport, uit deelgemeente Vlimmeren, om verder te groeien.
In 2001/02 speelde Vlimmeren Sport in de pas opgerichte Derde Klasse, en won er zijn reeks. Vlimmeren Sport promoveerde zo meteen verder naar Tweede Klasse. Twee jaar later werd de club ook daar kampioen en stootte zo in 2004 voor het eerst door naar Eerste Klasse. In de hoogste afdeling trof men de andere club uit de gemeente aan, KFC Lentezon Beerse.
Vlimmeren Sport kon zich vlot handhaven op het hoogste niveau. De club kende een sterk seizoen in 2006/07, toen men de competitie als derde afsloot. De club bleef de volgende seizoenen in de middenmoot.
Vlimmeren was erg actief in het damesvoetbal. Naast de eerste ploeg had men ook een B-elftal, dat in Derde Nationale speelde. Ook twee provinciale ploegen kwamen in competitie. De club ging op zoek naar financiële middelen om verder te groeien. Die steun vond men in 2010 bij Lierse SK, dat in de hogere nationale reeksen van het mannenvoetbal speelde en enkele landstitels op zijn palmares had. Lierse wilde ook in het damesvoetbal wat te betekenen hebben en een damesploeg in Eerste Klasse hebben. De club had reeds een damesafdeling, maar het A-elftal speelde slechts in Tweede Provinciale en had dus nog minstens enkele jaren te gaan voor men eventueel de hoogste klasse kon bereiken. Bovendien stond er een hervorming in het damesvoetbal op til: een nieuwe "Elite League" met een beperkte aantal clubs zou de hoogste klasse vormen, en bovendien moest elke club geassocieerd zijn met een mannenclub uit de hoogste reeksen. Met het oog op een fusie werd de vrouwenafdeling van Vlimmeren Sport zo vanaf de zomer van 2010 ondergebracht in een nieuw opgericht club, WD Lierse SK, voluit Women's Department Lierse Sportkring, dat zich bij de Belgische Voetbalbond aansloot met stamnummer 9545. De damesclub trok zo weg uit Beerse. Bovendien verloor de gemeente op dat moment beide clubs uit de hoogste afdeling, want ook Lentezon Beerse besloot omwille van onduidelijkheden over de situatie van volgende seizoen niet meer met een A-elftal in Eerste Klasse uit te komen.
WD Lierse SK eindigde in 2011 en 2012 telkens als derde in Eerste Klasse. In 2012 werd het tot dan toe zelfstandige WD Lierse SK helemaal geïntegreerd in Lierse SK. Ook de dames speelden voortaan als Lierse SK onder stamnummer 30 van Lierse. Stamnummer 9545 werd geschrapt. In 2012 nam Lierse deel aan de eerste editie van de Belgisch-Nederlandse Women's BeNe League. In 2015 en 2016 won Lierse de Beker van België, maar daarna was het over voor de dames van Lierse: enkele dagen na de tweede bekerwinst werd het eerste elftal uit de Super League geschrapt, na de eerste speeldag van het seizoen 2016/17 onderging het tweede elftal (dat uitkwam in Eerste Klasse) hetzelfde lot. Enkele jeugdploegen deden het seizoen wel uit.

## Resultaten

### Erelijst
- Super League

Tweede (1x): 2016
- Beker van België

winnaar (2x): 2015, 2016
finalist (2x): 2011, 2012

### Seizoenen A-ploeg
| Seizoen | Reeks               | Niveau | Plaats | Punten | Beker        | Opmerkingen                                                           |
| ------- | ------------------- | ------ | ------ | ------ | ------------ | --------------------------------------------------------------------- |
| 2014/15 | Women's BeNe League | 1      | 7      | 33     | Bekerwinnaar |                                                                       |
| 2015/16 | Super League        | 1      | 2      | 25     | Bekerwinnaar | Na dit seizoen werd de A-ploeg geschrapt                              |
| 2016/17 | Eerste klasse       | 2      | 14     | 0      | Derde ronde  | Zonder één wedstrijd te hebben gespeeld werd ook de B-ploeg geschrapt |